# Matteo Cairoli
Matteo Cairoli (Como, 1º giugno 1996) è un pilota automobilistico italiano, è stato pilota GT della Porsche dal 2014 al 2024. Con il marchio tedesco ha vinto la Porsche Carrera Cup Italia nel 2014 e la 24 Ore del Nürburgring nel 2021.

## Carriera
Nella sua carriera ha partecipato a varie competizioni motoristiche come il campionato WeatherTech SportsCar, ADAC GT Master e FIA World Endurance Championship. Ha preso parte dal 2017 al 2021 a 5 edizioni consecutive della 24 Ore di Le Mans.
Tra i migliori risultati ottenuti in carriera ci sono la vittoria nel 2014 della Porsche Carrera Cup Italia e vari piazzamenti a podio come nel 2016 il secondo posto ottenuto alla Porsche Supercup, nel 2017 il secondo posto al FIA World Endurance Championship nella classe LMGTE Am e al European Le Mans Series nella classe GTE (arrivando terzo nel 2017 e 2019 e secondo nel 2018) e nel 2020 giungendo terzo nel GT World Challenge Europe Endurance Cup nella classifica Pro.
Ha vinto la 24 Ore del Nürburgring nel 2021 a bordo di una Porsche 911 GT3 R del team Manthey Racing, assieme ai piloti Kévin Estre, Michael Christensen e Lars Kern.
Nel ottobre del 2023 partecipa a Jerez al suo primo test con la nuova Lamborghini SC63. Dopo due mesi arriva l'annuncio della separazione con il marchio Porsche dopo ben 10 anni. In seguito, Cairoli firma con il marchio Lamborghini per correre in Hypercar nel Campionato IMSA WeatherTech SportsCar insieme a Romain Grosjean e Andrea Caldarelli.
Dopo una prima stagione senza grandi risultati lascia la Lamborghini e nel 2025 correrà con la Mercedes-AMG GT3 Evo del team Iron Lynx nella classe GT3 del WEC.

## Risultati

### Mondiale Endurance
| Anno    | Squadra               | Classe   | Vettura            | SIL | SPA | LMS | NÜR | MEX | COA | FUJ | SHA | BHR | Punti | Pos. |
| ------- | --------------------- | -------- | ------------------ | --- | --- | --- | --- | --- | --- | --- | --- | --- | ----- | ---- |
| 2017    | Dempsey-Proton Racing | LMGTE Am | Porsche 911 RSR    | 3   | 2   | 3   | 1   | 1   | 4   | 3   | 3   | 4   | 168   | 2°   |
| Anno    | Squadra               | Classe   | Vettura            | SPA | LMS | SIL | FUJ | SHA | SEB | SPA | LMS |     | Punti | Pos. |
| 2019-20 | Dempsey-Proton Racing | LMGTE Am | Porsche 911 RSR    | 6   | Rit | 8   | SQ  | 3   | 7   | 9   | Rit |     | 26    | 16°  |
| Anno    | Squadra               | Classe   | Vettura            | SIL | FUJ | SHA | BHR | COA | SPA | LMS | BHR |     | Punti | Pos. |
| 2019-20 | Team Project 1        | LMGTE AM | Porsche 911 RSR-19 | 6   | 7   | 5   | 9   | 3   | 4   | 4   |     |     | 80    | 10°  |
| Anno    | Squadra               | Classe   | Vettura            | SPA | POR | MNZ | LMS | BHR | BHR |     |     |     | Punti | Pos. |
| 2021    | Team Project 1        | LMGTE AM | Porsche 911 RSR-19 | NP  | 2   | 4   | Rit | 3   | 3   |     |     |     | 47    | 4°   |
| Anno    | Squadra               | Classe   | Vettura            | SEB | SPA | LMS | MON | FUJ | BHR |     |     |     | Punti | Pos. |
| 2022    | Team Project 1        | LMGTE AM | Porsche 911 RSR-19 | Rit | 5   | Rit | 3   | 6   | 1   |     |     |     | 71    | 7°   |
| Anno    | Squadra               | Classe   | Vettura            | SEB | ALG | SPA | LMS | MON | FUJ | BHR |     |     | Punti | Pos. |
| 2023    | Project 1 - AO        | LMGTE AM | Porsche 911 RSR-19 | 12  | 6   | WD  | 7   | 8   | 5   | 10  |     |     | 36    | 13°  |
| Legenda |                       |          |                    |     |     |     |     |     |     |     |     |     |       |      |

### 24 Ore di Le Mans
| Anno | Team                  | Co-Piloti                            | Vettura            | Classe   | Giri | Pos. | Classe Pos. |
| ---- | --------------------- | ------------------------------------ | ------------------ | -------- | ---- | ---- | ----------- |
| 2017 | Dempsey-Proton Racing | Marvin Dienst Christian Ried         | Porsche 911 RSR    | LMGTE Am | 329  | 34°  | 6°          |
| 2018 | Dempsey-Proton Racing | Giorgio Roda Khaled Al Qubaisi       | Porsche 911 RSR    | LMGTE Am | 225  | Rit  | Rit         |
| 2019 | Dempsey-Proton Racing | Satoshi Hoshino Giorgio Roda         | Porsche 911 RSR    | LMGTE Am | 79   | Rit  | Rit         |
| 2020 | Team Project 1        | Egidio Perfetti Larry ten Voorde     | Porsche 911 RSR    | LMGTE Am | 339  | 27°  | 4°          |
| 2021 | Team Project 1        | Egidio Perfetti Riccardo Pera        | Porsche 911 RSR-19 | LMGTE Am | 84   | Rit  | Rit         |
| 2022 | Team Project 1        | Nicolas Leutwiler Mikkel O. Pedersen | Porsche 911 RSR-19 | LMGTE Am | 77   | Rit  | Rit         |
| 2023 | Project 1 - AO        | P. J. Hyett Gunnar Jeannette         | Porsche 911 RSR-19 | LMGTE Am | 309  | 35°  | 7°          |
| 2024 | Lamborghini Iron Lynx | Andrea Caldarelli Romain Grosjean    | Lamborghini SC63   | Hypercar | 309  | 13°  | 13°         |

## Palmarès
- 1  Porsche Carrera Cup Italia: (2014)
- 1  24 Ore del Nürburgring: (2021)